# Poroj (ort)
Poroj (makedonska: Порој) är en ort i Nordmakedonien. Den ligger i kommunen Tetovo, i den nordvästra delen av landet, 40 kilometer väster om huvudstaden Skopje. Poroj ligger 490 meter över havet och antalet invånare är 2 370.